# Azalai

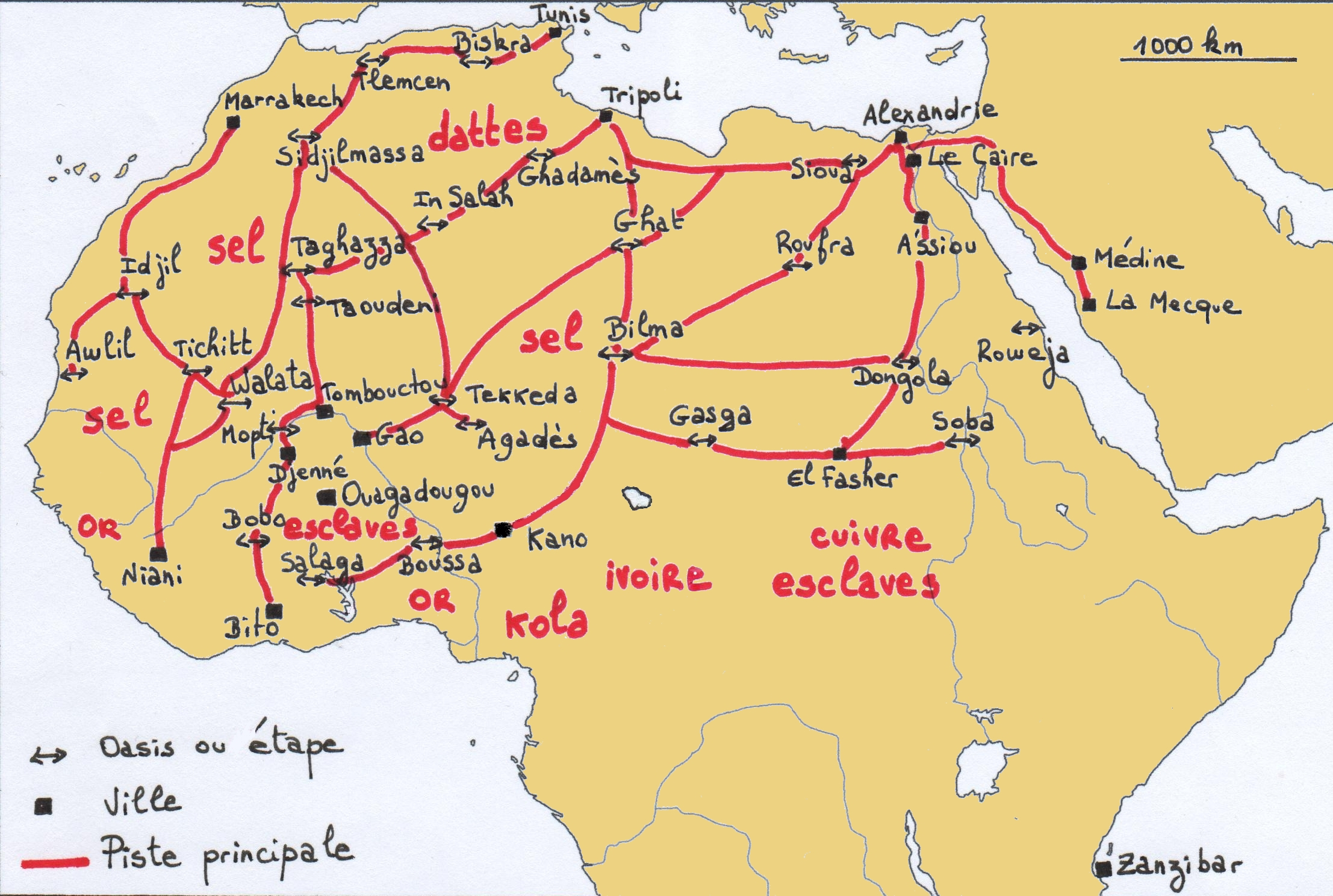
Le principali strade del commercio transahariano

L'azalaï in lingua tuareg è la carovana di dromedari che due volte l'anno, partendo dalle miniere di sale della zona di Taoudeni, nel nord del Mali, con un percorso di circa 1000 Km, trasporta il sale fino a Timbuctù ed agli altri mercati del Sahel. Un tempo, in senso inverso trasportava gli schiavi, essendo l'azalaï una parte della cosiddetta "tratta orientale".
Le carovane che vanno da Agadez alle saline di Fachi e Bilma in Niger vengono più propriamente denominate taghlamt in tamasheq.

## Storia

### Rotta Timbuctù-Taoudeni

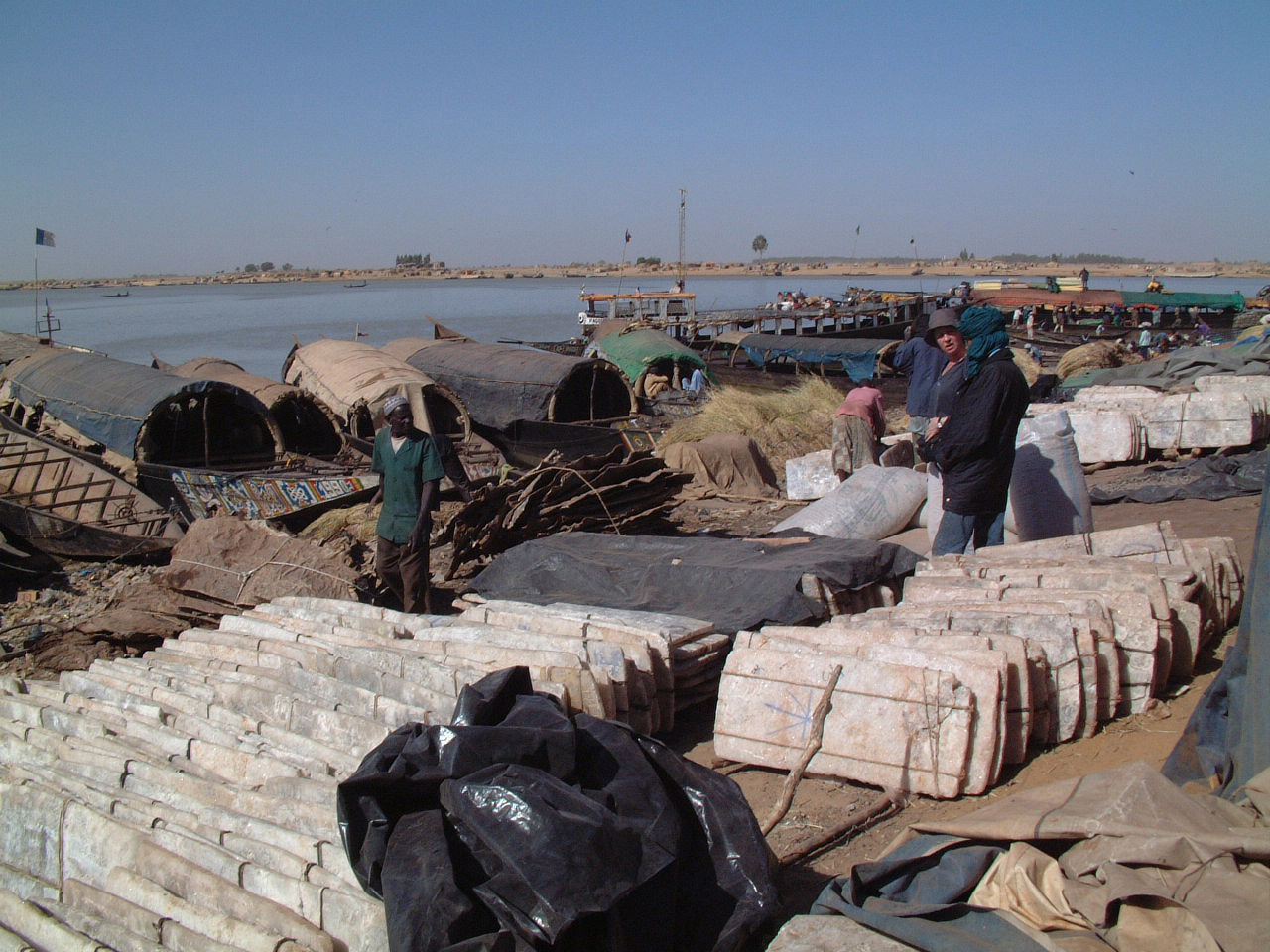
Blocchi di sale delle miniere di Taoudeni al porto di Mopti.

Si tratta di una delle rotte carovaniere e commerciali più antiche del Sahara, ancora in attività ai nostri giorni, anche se sempre più spesso i camion sostituiscono gli animali, però i problemi tecnici e lo stato delle piste, poco praticabili, fanno sì che l'attività cammelliera tradizionale continui ad essere praticata.
Carovane costituite da parecchie centinaia (a volte anche diverse migliaia) di dromedari partivano da Timbuctù sulle rive del fiume Niger, in direzione nord, cariche di beni di consumo e di schiavi verso Taoudeni a più di 900 km. Il viaggio durava circa tre settimane. Una volta arrivati, le merci venivano scambiate con blocchi di salgemma (del peso di circa 25 kg ognuno) estratti da minatori, più o meno schiavi degli Arabi. Un dromedario poteva trasportare da due a quattro blocchi a seconda della sua taglia. La carovana riprendeva poi la direzione di Tombouctou dove il sale veniva rivenduto in tutto il bacino del Niger.

### Rotta Agadez-Bilma

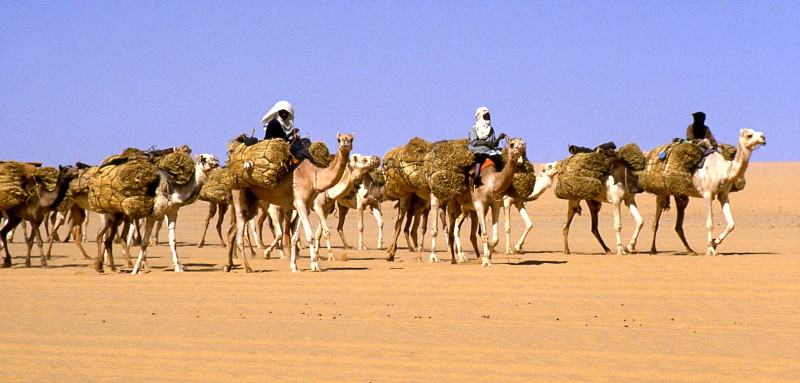
Una carovana da Agadez a Bilma.

La via del taghlamt da Agadez all'oasi di Bilma in Niger è un percorso ovest-est di circa 700 km attraverso il deserto di sabbia del Ténéré, passando per l'oasi di Fachi.

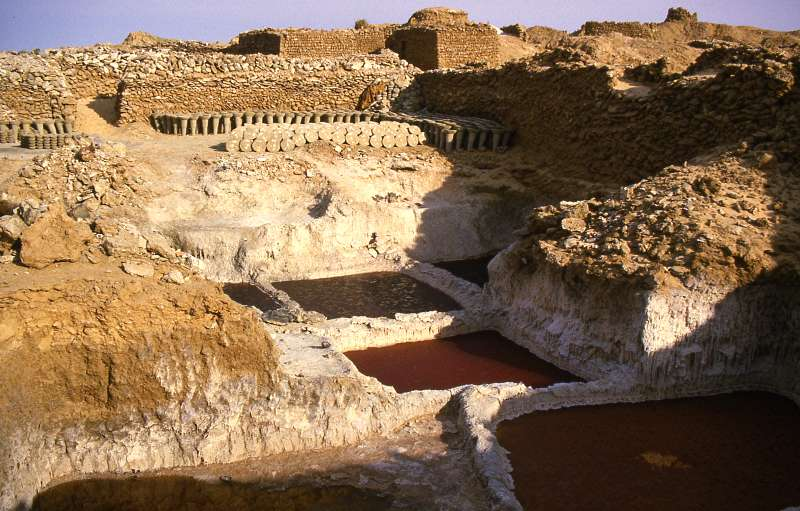
Le saline di Bilma.

Il viaggio si svolge generalmente in ottobre e dura circa un mese. Il commercio di piccolo artigianato e di prodotti alimentari (formaggio secco, datteri ecc.) provenienti dalle montagne del massiccio dell'Aïr, viene fatto in cambio del sale estratto dai Kanuri nelle risorgive salmastre delle saline di Bilma. A differenza dell'azalaï del Mali, qui il sale non consiste di blocchi piatti, ma di pani: di forma tronco-conica chiamati kantu di sale meno puro destinato al consumo animale e di panetti (beza) per il consumo umano.
Il sale viene in seguito venduto sul mercato di Agadez.

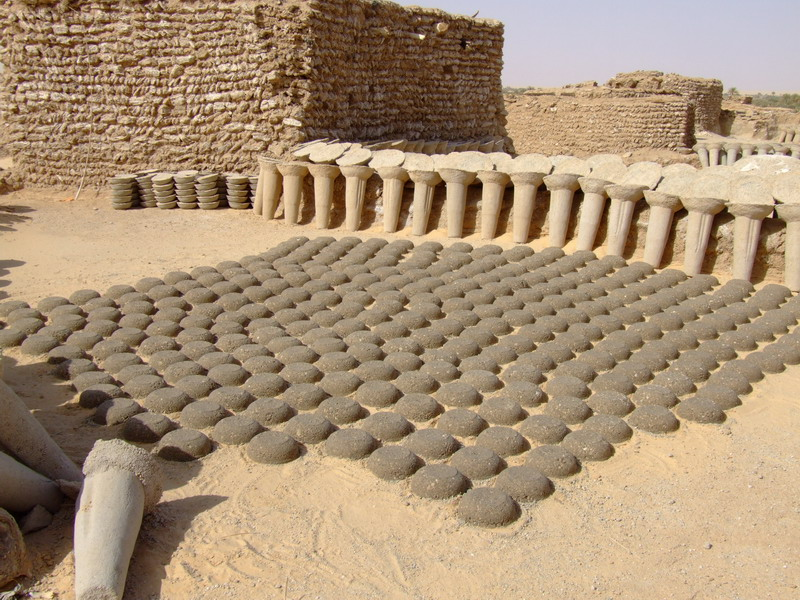
Le beza ed i kantu a Fachi.